# Provinciale weg 269
De provinciale weg 269 (N269) is een provinciale weg in de provincie Noord-Brabant. De weg vormt een verbinding tussen de N284 nabij Reusel en Tilburg, alwaar de weg een aansluiting heeft op de A58 richting Eindhoven en Breda.
De weg is grotendeels, van Reusel tot Hilvarenbeek, uitgevoerd als tweestrooks-gebiedsontsluitingsweg met een maximumsnelheid van 80 km/h. Een kort gedeelte tussen Hilvarenbeek en de aansluiting op de A58 is uitgevoerd als vierstrooks-stroomweg (autoweg) met een maximumsnelheid van 100 km/h. In de gemeente Reusel-De Mierden heet de weg Randweg-Oost, Kempenbaan en Wellenseind. In de gemeente Hilvarenbeek heet de weg Lage Mierdseweg. Het gedeelte ter hoogte van de aansluiting op de A58 in de gemeente Tilburg heet Kempenbaan.

## Trivia
Op 8 maart 2008 was de weg afgesloten om een commercial voor de ANWB over de eerste file in Nederland op te nemen. De N269 was hiervoor extra geschikt, omdat deze provinciale weg uit betonplaten bestaat, zoals die in 1950 veel gebruikt werden.